# Juan Posadas
Juan Posadas jr. (San Narciso, 10 december 1884 - 4 januari 1940) was een Filipijns bestuurder. Hij was van 1934 tot 1940 burgemeester van de Filipijnse hoofdstad Manilla.

## Biografie
Juan Posadas werd geboren op 10 december 1884 in San Narciso in de Filipijnse provincie Zambales. Zijn ouders waren Juan Posadas sr. en Eladia Pablo. Hij studeerde aan de Ateneo Municipal de Manila toen de Filipijnse revolutie uitbrak en de instelling de studenten naar huis stuurde. Na verloop van tijd werd hij weer naar school gestuurd door zijn ouders maar in plaats van studeren leerde hij Engels van Amerikaanse soldaten in Iba. In 1902 wist Posadas een baan te bemachtigen als klerk en uiteindelijk maakte hij zijn studie nooit af. 
Nadien was Posadas vijf jaar lang assistent-thesaurier van de provincie Zambales tot hij overstapte naar het Bureau of Audits in Manilla. Nadien was hij interim thesaurier voor Antique en in 1910 volgde een benoeming tot hoofdklerk en assistent-thesaurier van Cagayan. Deze functie vervulde hij tot hij in 1911 of 1912 werd teruggeroepen naar Manilla. Daar werkte hij als kerk voor het Executive Bureau onder leiding van Frank W. Carpenter. Niet lang daarna was hij hoofdklerk en assistent thesaurier van Laguna voor hij in 1914 werd benoemd tot thesaurier van Negros Oriental. In 1917 werd hij benoemd tot provinciesecretaris en thesaurier van Davao. 
Vanaf 1918 was Posadas assistent in het Departement voor Sulu en Mindanao. Ook was hij korte tijd plaatsvervangend gouverneur van het departement bij afwezigheid van gouverneur Frank W. Carpenter en Teofisto Guingona. In 1920 werd hij benoemd tot Deputy Collector of Internal Revenue en vier jaar later volgde hij Wenceslao Trinidad op als Collector of Internal Revenue. In oktober 1934 werd Posadas benoemd tot burgemeester van de Filipijnse hoofdstad Manilla. Hij was de opvolger van burgemeester Tomas Earnshaw. Gedurende zijn periode als burgemeester werd het stadhuis van Manilla gerealiseerd.
Posadas overleed in 1940 op 55-jarige leeftijd. Hij werd als burgemeester opgevolgd door Eulogio Rodriguez. Fernandez was getrouwd met Rosario Garcia del Fierro en kreeg met haar een zoon.